# Златен век на научната фантастика
Първият Златен век на научната фантастика – обикновено определян от края на 30-те до 50-те години на 20 век - е период, през който научнофантастичният жанр добива широка популярност и през който са издадени много класически научнофантастични произведения. В историята на научната фантастика, Златният век следва периода на Космическата опера от 20-те и 30-те години и предшества Новата вълна в научната фантастика (от 60-те до 70-те). Според историка Адам Робъртс „фразата Златен век издига определен стил на писане: твърдата научна фантастика, линейни разкази, герои решаващи проблеми или противодействащи на заплахи в космическата опера“.

## От Гернсбек до Кембъл
Основна роля в „създаването“ на Златния век има Джон Кембъл, който става легенда в жанра като издател и редактор на много списания за научна фантастика, включително „Удивителна научна фантастика“. Под негова редакция научната фантастика придобива повече реализъм и психологична дълбочина при изграждането на героите, отколкото в „супер научната“ фантастика на Гернсбанк. Фокусът се мести от „джаджата“ върху човека, който я използва. Повечето почитатели са на мнение, че Златният век започва около 1938-39 г.; юлското издание на „Удивителна научна фантастика“ от 1939 г., съдържа първите публикувани разкази на Алфред ван Вогт и Айзък Азимов и често е сочено като точната дата на започване на Златния век.

## Развитие на жанра
Много от най-устойчивите научнофантастични тропи са създадени през Златния век. Така Айзък Азимов установява Трите закона на роботиката през 1941 г., в сп. „Лъжец!“, както и типичната космическа опера в поредицата Фондацията. Друга често срещана характеристика през Златния век е въвеждането на научните постижения и чувството за чудо/учудване у читателя; пример за това е разказа на Азимов „Падането на нощта“, в който за една вечер цивилизацията на една планета е разбита от откритието за безкрайността на вселената. Романите от 50-те на Робърт Хайнлайн „Кукловодите“, „Двойна звезда“ и „Звездните рейнджъри“ са израз на либертарианската идеология, която е широко развита в жанра по това време.
През Златния век още веднъж се появяват религиозните и духовните теми – те са централни в много от протонаучнофантастичните произведения преди ерата на космическата опера – които Хюго Гернсбек се опитва да премахне, чрез своите виждания за „научна фантастика“. Сред най-известните от този тип произведения са: „Марсиански хроники“ на Рей Бредбъри, „Краят на детството“ на Артър Кларк, „Случай на съвест“ на Джеймс Блиш, и „Кантата за Лайбовиц“ на Уолтър Милър.

## Културно значение
Като феномен засегнал психиката на много юноши по време на Втората световна война и последвалата Студена война, Златният век оставя сериозен отпечатък върху обществото. Жанрът има голямо въздействие особено през този период върху водещи личности в областта на военното дело, информационните технологии, Холивуд и самата наука (най-вече в биотехнологиите и фармацевтиката).
Въпреки това като цяло родителите по това време са разтревожени и изпитват нетърпимост, понякога възбуждана от расистки обложки на космическата опера (стереотипът за тези илюстрации е облечени в месингови бикини жени, оставени на милостта на чудовище подобно на буболечка).

## Известни автори
В началото на 30-те години се появяват редица влиятелни автори в научната фантастика, включително:
- Пол Андерсън
- Айзък Азимов
- Алфред Бестер
- Джеймс Блиш
- Нелсън Бонд
- Лий Бракет
- Рей Бредбъри
- Фредрик Браун
- Бертрам Чандлър
- Джон Кристофър
- Артър Кларк
- Хал Клемънт
- Лион Спраг де Камп
- Лестър дел Рей
- Робърт Хайнлайн
- Сирил Корнблът
- Хенри Кътнър
- Фриц Лейбър
- Уолтър Милър
- Катрин Мур
- Чад Оливър
- Фредерик Пол
- Рос Роклин
- Ерик Франк Ръсел
- Клифърд Саймък
- Теодор Стърджън
- Уилям Тен
- Алфред ван Вогт
- Джак Ванс
- Джон Уиндъм
- Братя Стругацки

## Край на Златния век
По-трудно е да се определи краят отколкото началото на Златния век, но няколко съвпадащи фактора променят облика на жанра от средата до края на 50-те. Вероятно най-важният е свиването на пазара (десетки големи списания фалират в границите на пет години). В същото време научната фантастика доминира в телевизията и радиото, но през 1955 са спрени и много от сериалите. Научната фантастика процъфтява в комиксите, но в началото на 50-те ѝ е поставено възрастово ограничение; освен това създаването на Комикс Коуд Ауторити (независим орган за саморегулация на съдържанието на комиксите в САЩ) засяга сериозно жанра, като спира някои от най-известните комикс серии.
Затова втората половина на 50-те години започва с намаляване на разпространението и възможността за продаване на научна фантастика. В същото време технологичният напредък, чиято кулминация е изстрелването на Спутник-1 през октомври 1957 г., скъсява разстоянието между реалния свят и света на научната фантастика и принуждава авторите да бъдат по-смели и по-изобретателни в желанието си, произведенията им да останат актуални. Появяват се и нови жанрове в научната фантастика, които се фокусират не толкова върху постиженията на хората, а върху това как тези постижения ще променят човечеството.